# Triethylphosphit
Triethylphosphit ist der Triethylester der Phosphorigen Säure.

## Darstellung und Gewinnung
Triethylphosphit lässt sich durch die Umsetzung von Phosphortrichlorid mit Ethanol herstellen.
{\displaystyle {\ce {PCl3 + 3 C2H5OH -> P(OC2H5)3 + 3 HCl}}}

## Eigenschaften
Triethylphosphit ist eine farblose, charakteristisch riechende Flüssigkeit. Der Siedepunkt liegt bei einem Druck von 1013 hPa bei 158 °C, unter einem reduzierten Druck von 19 hPa bei 54 °C. Die Dampfdruckfunktion ergibt sich nach Antoine entsprechend log10(P) = A−(B/(T+C)) (P in Torr, T in °C) mit A = 7,2, B = 1683 und C = 230 im Temperaturbereich von 20 °C bis 156 °C. Die Verbindung bildet oberhalb des Flammpunktes leicht entzündliche Dampf-Luft-Gemische. Die Verbindung hat einen Flammpunkt bei 44 °C. Der Explosionsbereich liegt zwischen 3,75 Vol.‑% als untere Explosionsgrenze (UEG) und 42,5 Vol.‑% als obere Explosionsgrenze (OEG). Die Zündtemperatur beträgt 250 °C. Der Stoff fällt somit in die Temperaturklasse T3. 

Dampfdruckfunktion von Triethylphosphit

Oberhalb von 260 °C erfolgt die thermische Zersetzung unter Bildung von Phosphoroxiden, Ethanol und Phosphin. Die Verbindung reagiert heftig und mit starker Wärmeentwicklung mit Wasser. Bei der Hydrolyse wird leichtentzündliches Ethanol gebildet. Der Kontakt mit Magnesiumperchlorat (z. B. als Trockenmittel) führt unter Bildung von explosiven Ethylperchlorat zu einer heftigen Reaktion oder Explosion.

## Verwendung
Bei der industriellen Herstellung des Insektizids Chlorfenvinphos dient Triethylphosphit als Ausgangsstoff. In der Organischen Chemie wird es häufig zur Synthese von Olefinen, Alkinen, Dehydrodimeren und von Stickstoffheterocyclen aus aromatischen Nitroverbindungen verwendet. Über die Michaelis-Arbusow-Reaktion lassen sich Phosphonate über die Perkow-Reaktion Vinylphosphate herstellen. Bei der Herstellung von Alkenen aus 1,2-Diolen nach der Corey-Winter-Reaktion dient Triethylphosphit als desulfurierendes Reagenz. In metallorganischen Verbindungen und Metallkomplexen kann es als Ligand eingesetzt werden. Solche Verbindungen dienen z. B. als Isomerisierungskatalysatoren.